# Diefenbaker
Diefenbaker je veliko umjetno jezero i bifurkacija na jugu kanadske provincije Saskatchewan.

## Opis
Jezero Diefenbaker nalazi se pored naselja Elbow, 100 km južno od grada Saskatoon. Ono je nastalo izgradnjom dviju brana; veće Gardiner (5 km duge, 64 m visoke)  kojom je pregrađena rijeka Južni Saskatchewan,i manje Appelle (široke 3.1 km, visoke 27 m) na rijeci Qu'Appelle. Radovi na izgradnji brana počeli su 1959. a dovršeni su 1967. Tako je nastalo akumulacijsko jezero dugo 225 km, široko do 6 km podignuto prije svega zbog regulacije Južnog Saskatchewana koji je u proljeće i jesen često plavio, ali i za opskrbu hidoelektrane Coteau Creek i opskrbu vodom naselja u porječju Qu'Appella koji ljeti često presuši. Dio voda iz jezera ispušta se u manju rijeku Qu'Appelle i tako nastaje bifurkacija jer dio voda odlazi u drugo porječje prema Winnipegu.